# Cristopher Toselli
Cristopher Benjamín Toselli Ríos (* 15. Juni 1988 in Antofagasta), Spitzname Hulk, ist ein chilenischer Fußballtorhüter, der neun Länderspiele für Chile absolvierte.

## Karriere

### Verein
Cristopher Toselli stammt aus dem Norden Chiles, seine Fußballkarriere begann aber mit zwölf Jahren in der Hauptstadt Santiago de Chile bei Universidad Católica. Er spielte dort in der Jugend und wechselte mit 18 Jahren in die erste Mannschaft in der Primera División, wo er 2007 auch seinen ersten Einsatz hatte. Ab 2009 kam er häufiger zum Einsatz und im Jahr darauf gewann er mit dem Verein den Ligatitel, der aufgrund des Erdbebenunglücks nur in einer Meisterschaftsrunde ermittelt wurde.
Ab 2011 war Toselli dann die Nummer eins der Cruzados und holte noch im selben Jahr den Pokalsieg und wurde Vizemeister in der Apertura. Auch in den folgenden Jahren half er als Stammtorhüter mit, den Verein in der Ligaspitze zu etablieren. In der Transición und der Apertura 2013 sowie in der Clausura 2014 wurde das Team dreimal in Folge Zweiter.
Im Januar 2023 wechselte der Torhüter zum CF Universidad de Chile.

### Nationalmannschaft
Cristopher Toselli wurde bereits mit 15 Jahren auch für die Landesauswahlmannschaften entdeckt. Mit der U-17 und der U-20 spielte er bei der Südamerikameisterschaft. Bei der U-20-Weltmeisterschaft in Kanada wurde das Team mit ihm Dritter. 2009 gewann eine chilenische Juniorenauswahl mit ihm im Tor zum ersten Mal das Turnier von Toulon. 2010 wurde Toselli im Jahr seiner ersten Meisterschaft erstmals auch in der chilenischen A-Nationalmannschaft getestet. Erst zwei Jahre später kam er zu zwei weiteren Einsätzen im Nationaltrikot in zwei Freundschaftsspielen gegen Peru. Im Vorfeld der Weltmeisterschaft in Brasilien wurde er Anfang 2014 ein weiteres Mal in einem Testspiel aufgestellt. Anfang Juni wurde bekanntgegeben, dass er als dritter Torhüter zum 23-köpfigen Aufgebot Chiles für die WM gehört.